# Sticks and Stones
Sticks and Stones — третий студийный альбом американской рок-группы New Found Glory, выпущен 11 июня 2002 года, стал золотым по версии RIAA 10 сентября 2002 г.. Стал платиновым по версии RIAA 30 июня 2020 г.. Были изданы синглы «My Friends Over You» и «Head on Collision», который заняли 5-е и 28-е места соответственно в US Modern Rock Chart.

## Список композиций
Слова и музыка всех песен — New Found Glory.
| №                   | Название                                                                                            | Длительность |
| ------------------- | --------------------------------------------------------------------------------------------------- | ------------ |
| 1.                  | «Understatement»                                                                                    | 3:11         |
| 2.                  | «My Friends Over You»                                                                               | 3:40         |
| 3.                  | «Sonny»                                                                                             | 3:27         |
| 4.                  | «Something I Call Personality»                                                                      | 2:40         |
| 5.                  | «Head on Collision»                                                                                 | 3:46         |
| 6.                  | «It's Been a Summer»                                                                                | 3:32         |
| 7.                  | «Forget My Name»                                                                                    | 3:09         |
| 8.                  | «Never Give Up»                                                                                     | 3:12         |
| 9.                  | «The Great Houdini»                                                                                 | 2:46         |
| 10.                 | «Singled Out»                                                                                       | 3:19         |
| 11.                 | «Belated»                                                                                           | 3:05         |
| 12.                 | «The Story So Far» (Длительность песни - 4:07, но через несколько минут тишины звучит скрытый трек) | 26:36        |
| Общая длительность: | Общая длительность:                                                                                 | 62:33        |

| №   | Название            | Длительность |
| --- | ------------------- | ------------ |
| 14. | «Anniversary»       | 2:51         |
| 15. | «Forget Everything» | 2:36         |
| 16. | «Ex-Miss»           | 3:35         |

| №   | Название                                 | Длительность |
| --- | ---------------------------------------- | ------------ |
| 14. | «Anniversary»                            | 2:51         |
| 15. | «Forget Everything»                      | 2:36         |
| 16. | «The Story So Far» (Акустическая версия) | 4:35         |

## Дополнительный CD
Специальное издание альбома было выпущено с дополнительным диском.
1. New Found Glory - «Head on Collision» (Акустическая версия)
2. New Found Glory - «Forget Everything»
3. Further Seems Forever - «Pride War»
4. Finch - «What It Is to Burn»
5. Tsunami Bomb - «Roundabout»
6. H2O - «Static»
7. The Exit - «Lonely Man's Wallet»
8. The Starting Line - «The Best of Me»
9. Don't Look Down - «On My Own»

## Участники записи
- Джордан Пандик - вокал
- Чед Гилберт - гитара, композитор
- Стив Кляйн - ритм-гитара, основной автор текстов
- Иан Грашка - бас-гитара
- Кир Болуки - ударные

### Дополнительные
- Марк Хоппус – бас-гитара в 4-м треке
- Дэн Андриано – бэк-вокал
- Мэтт Скиба – бэк-вокал
- Bane – бэк-вокал
- Крис Джорджин – бэк-вокал
- Тоби Морз – бэк-вокал
- Rusty Pistachio – бэк-вокал
- What Feeds the Fire – бэк-вокал